# Ligue des champions européenne de l'IFAF 2016
Navigation
Ligue des champions 2015 Ligue des champions 2017
La Ligue des champions européenne de l'IFAF 2016 est la 3e édition de la Ligue des champions européenne de football américain créée par la Fédération internationale de football américain (IFAF).
La phase finale a eu lieu en Pologne à Varsovie du 22 au 24 juillet 2016.
Ce sont les Panthers de Varsovie (Wroclaw Panthers) qui décrochent le titre pour la première fois de leur histoire.

## Déroulement de la compétition

### Equipes participantes[1]
| Club                      | Titres | Qualification                      |
| ------------------------- | ------ | ---------------------------------- |
| Poule Nord                |        |                                    |
| Velje Triangle Razorbacks | 0      | Champion de Danemark               |
| Prague Lions              | 0      | Champion de République Tchèque     |
| Wroclaw Panthers          | 0      | Champion de Pologne                |
| Poule Centre              |        |                                    |
| SBB Belgrade Vukovi       | 0      | Champion de Serbie                 |
| Milan Seamen              | 0      | Champion d'Italie                  |
| Wolves de Budapest        | 0      | Vice-champion de Hongrie           |
| Poule Est                 |        |                                    |
| Istanbul Keç Rams         | 0      |                                    |
| Sankt Petersburg Griffins | 0      | Champion de Russie                 |
| Carlstad Crusaders        | 1      | Tenant du titre, champion de Suède |
| Poule Sud                 |        |                                    |
| Novi Sad Dukes            | 0      | Champion de Serbie                 |
| Danube Dragons            | 0      | Champion d'Autriche                |
| Lisbon Devils             | 0      | Champion du Portugal               |
| Istanbul Boğaziçi Sultans | 0      | Champion de Turquie                |

### Formule
Les treize équipes participent au premier tour, elles sont réparties en quatre poules géographie. Le premier de chaque poule se qualifie pour les demi-finales (final four).

## Résultats[2]

### Premier tour

#### Poule Nord
- 16.04. à 19:00 : Triangle Razorbacks - Prague Lions 20 : 7
- 30.04. à 14:00 : Panthers Wroclaw - Triangle Razorbacks 31 : 10
- 15.05. à 14:00 : Prague Lions - Panthers Wroclaw 7 : 48

| Rang | Équipe                    | Pts | J | G | N | P | Bp | Bc | Diff |
| ---- | ------------------------- | --- | - | - | - | - | -- | -- | ---- |
| 1    | Wroclaw Panthers          | 6   | 2 | 2 | 0 | 0 | 79 | 17 | +62  |
| 2    | Velje Triangle Razorbacks | 3   | 2 | 1 | 0 | 1 | 30 | 38 | -8   |
| 3    | Prague Lions              | 0   | 2 | 0 | 0 | 2 | 14 | 68 | -54  |

#### Poule Centre
- 16.04. à 13:30 : Belgrade Vukovi - Seamen Milano 34 : 50
- 08.05. à 14:00 : Budapest Wolves - Belgrade Vukovi 7 : 42
- 29.05. à 14:00 : Seamen Milano - Budapest Wolves 43 : 6

| Rang | Équipe              | Pts | J | G | N | P | Bp | Bc | Diff |
| ---- | ------------------- | --- | - | - | - | - | -- | -- | ---- |
| 1    | Milan Seamen        | 6   | 2 | 2 | 0 | 0 | 93 | 40 | +53  |
| 2    | SBB Belgrade Vukovi | 3   | 2 | 1 | 0 | 1 | 76 | 57 | +19  |
| 3    | Wolves de Budapest  | 0   | 2 | 0 | 0 | 2 | 13 | 85 | -72  |

#### Poule Est
- 17.04. à 15:00 : Istanbul Koc Rams - St. Petersburg Griffins 47 : 17
- 30.04. à 15:00 : Carlstad Crusaders - Istanbul Koc Rams 0 : 6
- 14.05. à 12:00 : St. Petersburg Griffins - Carlstad Crusaders 3 : 50

| Rang | Équipe                    | Pts | J | G | N | P | Bp | Bc | Diff |
| ---- | ------------------------- | --- | - | - | - | - | -- | -- | ---- |
| 1    | Istanbul Keç Rams         | 6   | 2 | 2 | 0 | 0 | 53 | 17 | +36  |
| 2    | Carlstad Crusaders        | 3   | 2 | 1 | 0 | 1 | 50 | 9  | +41  |
| 3    | Sankt Petersburg Griffins | 0   | 2 | 0 | 0 | 2 | 20 | 97 | -77  |

#### Poule Sud
- 23.04. à 14:00 : Novi Sad - Danube Dragons 8 : 14 (après prolongation)
- 23.04. à 16:00 : Lisbon Devils - Istanbul Bogazici Sultans 32 : 27
- 08.05. à 15:00 : Danube Dragons - Lisbon Devils 60 : 36
- 15.05. à 14:00 : Istanbul Bogazici Sultans - Novi Sad 1 : 0 (forfait)

| Rang | Équipe                    | Pts | J | G | N | P | Bp | Bc | Diff |
| ---- | ------------------------- | --- | - | - | - | - | -- | -- | ---- |
| 1    | Danube Dragons            | 6   | 2 | 2 | 0 | 0 | 60 | 36 | +24  |
| 2    | Istanbul Boğaziçi Sultans | 3   | 2 | 1 | 0 | 1 | 28 | 32 | -4   |
| 3    | Lisbon Devils             | 3   | 2 | 1 | 0 | 1 | 68 | 87 | -19  |
| 4    | Novi Sad Dukes            | 0   | 2 | 0 | 0 | 2 | 8  | 15 | -7   |

### Final Four
|  | Demi-finales             | Demi-finales             |              |    | Finale                                                       | Finale                                                       |
|  | Demi-finales             | Demi-finales             |              |    | Finale                                                       | Finale                                                       |
|  |                          |                          |              |    |                                                              |                                                              |
|  | 22.07 à 13:00 - Varsovie | 22.07 à 13:00 - Varsovie |              |    | 24.07 à 14:00 - Varsovie MVP : EJ White, Q, Wroclaw Panthers | 24.07 à 14:00 - Varsovie MVP : EJ White, Q, Wroclaw Panthers |
|  | 22.07 à 13:00 - Varsovie | 22.07 à 13:00 - Varsovie |              |    | 24.07 à 14:00 - Varsovie MVP : EJ White, Q, Wroclaw Panthers | 24.07 à 14:00 - Varsovie MVP : EJ White, Q, Wroclaw Panthers |
|  | Milan Seamen             | 17                       |              |    | 24.07 à 14:00 - Varsovie MVP : EJ White, Q, Wroclaw Panthers | 24.07 à 14:00 - Varsovie MVP : EJ White, Q, Wroclaw Panthers |
|  | Milan Seamen             | 17                       |              |    | 24.07 à 14:00 - Varsovie MVP : EJ White, Q, Wroclaw Panthers | 24.07 à 14:00 - Varsovie MVP : EJ White, Q, Wroclaw Panthers |
|  | Istanbul Keç Rams        | 14                       |              |    | 24.07 à 14:00 - Varsovie MVP : EJ White, Q, Wroclaw Panthers | 24.07 à 14:00 - Varsovie MVP : EJ White, Q, Wroclaw Panthers |
|  | Istanbul Keç Rams        | 14                       | Milan Seamen | 37 |                                                              |                                                              |
|  | 22.07 à 19:00 - Varsovie |                          | Milan Seamen | 37 |                                                              |                                                              |
|  |                          | Wroclaw Panthers         | 40           |    |                                                              |                                                              |
|  | Wroclaw Panthers         | Wroclaw Panthers         | 40           | 49 |                                                              |                                                              |
|  | Wroclaw Panthers         |                          |              | 49 |                                                              |                                                              |
|  | Danube Dragons           | 34                       |              |    |                                                              |                                                              |
|  | Danube Dragons           | 34                       |              |    |                                                              |                                                              |